# Bill Amor
William George Amor, detto Bill (Pewsey, 6 novembre 1919 – Speen, 1º maggio 1988), è stato un calciatore inglese, di ruolo attaccante.

## Carriera

### Nazionale
Venne convocato nella Nazionale britannica che partecipò ai Giochi olimpici del 1948, disputò solo uno (la finale per il terzo posto) dei quattro incontri giocati dalla sua Nazionale in quell'edizione nel quale segnò il gol del temporaneo 4-3.